# Ібрагімов Мірза Аждар-огли
Мірза Аждар огли Ібрагімов (28 жовтня 1911, село Еве Сарабської провінції Південного Азербайджану Персії, тепер Іран — 17 грудня 1993, місто Баку, Азербайджан) — радянський азербайджанський письменник, драматург і перекладач, громадський діяч, голова Президії Верховної Ради Азербайджанської РСР. Член Центральної Ревізійної комісії КПРС у 1956—1961 роках. Член Бюро ЦК КП Азербайджану (1954—1958). Член ЦК КП Азербайджану (1954—1958), член Ревізійної комісії КП Азербайджану (1958—1961), кандидат у члени ЦК КП Азербайджану (з 1961 року). Депутат Верховної Ради Азербайджанської РСР 3—4-го, 6-го і 9-го скликань. Народний депутат СРСР (1989-1991). Депутат Верховної Ради СРСР 1—5-го, 7—8-го, 10—11-го скликань. Народний депутат СРСР (1989—1991). Кандидат філологічних наук (1941). Народний письменник Азербайджанської РСР (1961). Академік Академії наук Азербайджанської РСР (1945). Герой Соціалістичної Праці (14.10.1981). 

## Життєпис
Народився в бідній селянській родині. У семирічному віці втратив батьків, з раннього дитинства наймитував у заможних родинах, пас вівці, носив воду. У 1919 році переїхав до міста Баку (Азербайджан).
У 1923—1926 роках навчався в початковій школі. У 1929 році закінчив школу фабрично-заводського учнівства, в 1931 році — вечірні курси технікуму нафтової промисловості і здобув спеціальність бурового майстра. Працював робітником на нафтових промислах.
Член ВКП(б) з 1930 року.
Перші літературні спроби відносяться до 1930 року, коли Ібрагімов, працюючи на нафтових промислах, активно брав участь у робітничому літературному гуртку. Тоді ж написав ряд оповідань.
У 1931—1933 роках — практикант підготовчого відділення Азербайджанського державного науково-дослідного інституту.
У жовтні 1933—1935 роках — редактор газети «Бетен йолунда» («За Батьківщину») політичного відділу машинно-тракторної станції в Нахічеванській АРСР.
З 1935 по 1937 рік навчався в аспірантурі Інституту сходознавства Академії наук СРСР у Ленінграді, де в 1941 році захистив дисертацію на здобуття наукового ступеня кандидата філологічних наук.
У 1937—1941 роках — начальник Управління у справах мистецтв при Раді народних комісарів Азербайджанської РСР.
У 1942—1947 роках — народний комісар (міністр) освіти Азербайджанської РСР.
У 1947—1950 роках — заступник голови Ради міністрів Азербайджанської РСР.
Одночасно в 1948—1954 роках — голова правління Спілки письменників Азербайджанської РСР.
9 березня 1954 — 23 січня 1958 року — голова Президії Верховної Ради Азербайджанської РСР.
23 січня 1958 — 25 березня 1959 року — голова Верховної Ради Азербайджанської РСР.
У 1965—1976 роках — 1-й секретар правління Спілки письменників Азербайджанської РСР.
З 1977 по 10 квітня 1987 року — голова Радянського комітету солідарності країн Азії і Африки.
У 1981—1991 роках — голова Правління Спілки письменників Азербайджанської РСР.
Указом Президії Верховної Ради СРСР від 14 жовтня 1981 року за великі заслуги в розвитку радянської літератури, плідну громадську діяльність і в зв'язку з сімдесятиріччя з дня народження письменника Ібрагімову Мірзі Аждар огли присвоєно звання Героя Соціалістичної Праці з врученням ордена Леніна і золотої медалі «Серп і Молот».
У 1990—1993 роках — завідувач відділу Інституту літератури імені Нізамі Академії наук Азербайджанської РСР.
Найвідоміші п'єси письменника: «Хаят» (1935), «Мадрид» (1938) «Махаббат» (1942), «Сільська дівчина» (1962), «Хороша людина» (1965), «Тліючі вогнища» (1967). Його перу також належать романи «Настане день», «Велика опора» («Злиття вод») (1957), «Перване» (1969—1970), «Нові часи» (1971).  Відомий також як перекладач. Переклав азербайджанською мовою «Король Лір» і «Дванадцята ніч» У. Шекспіра, «Три сестри» А. Чехова, «Що робити?» Н. Чернишевського і ряд інших творів. Виступав з публіцистичними та літературно-критичними статтями з питань мови та літератури.
Помер 17 грудня 1993 року в місті Баку. Похований в Баку на Алеї почесного поховання.

## Нагороди і звання
- Герой Соціалістичної Праці (14.10.1981)
- три ордени Леніна (25.02.1946, 28.10.1967, 14.10.1981)
- орден Жовтневої Революції (21.10.1971)
- орден Трудового Червоного Прапора (17.04.1938)
- медалі
- заслужений діяч мистецтв Азербайджанської РСР (1943)
- Сталінська премія ІІ ст. (1951) — за роман «Настане день» (1948)